# Ryan Hill
Pour les articles homonymes, voir Hill.
Ryan Hill (né le 31 janvier 1990 à Hickory (Caroline du Nord)) est un athlète américain, spécialiste du fond.
Son meilleur temps sur 5 000 m est de 13 min 5 s 69 obtenu à Bruxelles le 11 septembre 2015. Il termine 10e des Championnats du monde d'athlétisme 2013 à Moscou et 7e des Championnats du monde d'athlétisme 2015 à Pékin.
Il remporte la finale du 5 000 mètres aux Championnats des États-Unis d'athlétisme 2015.
Il est médaillé d'argent du 3 000 mètres aux Championnats du monde d'athlétisme en salle 2016.